# Dan Frøjlund
Dan Frøjlund (født 26. september 1954, Odense) er en  dansk kunstmaler. Han er uddannet  illustrator og har arbejdet for bogforlag, pladeselskaber og reklamebureauer. I perioden 2002-2008 var han bosat i Sydfrankrig, men er i dag bosat på Fyn. Han er medlem af Society of Illustrators i New York.